# Ruski rock
Ruski rock je naziv za rock ruskih glazbenika na ruskome jeziku, odnosno rock-glazbu u ruskome stilu. Ruski se rock pojavio u SSSR-u u drugoj polovici 20. stoljeća pod utjecajem svjetske, prvenstveno zapadne glazbe i do danas postoji u Rusiji i zemljama Zajednice neovisnih država.

## Povijest

### 1960-e godine
Rock se u SSSR-u pojavio 1960-ih godina. Sredinom 1960-ih u Moskvi i Lenjingradu pojavile su se prve beat grupe koje su izvodile obrade inozemnih hitova. Među tim ranim grupama bile su grupe "Sokol", "Skify", "Skomorohi" i "Slavjane" (grupe Aleksandra Gradskog). Istovremeno sa širenjem "beatlemanije" praktički je svaka škola imala svoju rock-grupu. Mnogi su od tih sastava zatim postali glavna lica ruske scene 1970-ih ("Rubinovaja ataka", "Udačnoje priobretenije", "Mašina vremeni"). Nakon završetka višega obrazovanja, glazbenici bivših nezavisnih grupa bili su prinuđeni raditi u struci ili se pridružiti profesionalnom kolektivu, kao što je tada bio VIA (vokalno-instrumentalni ansambl). No i nakon raspada većine poznatih grupa iz 1960-ih i odlaska mnogih članova u inozemstvo, rock se u SSSR-u nastavio razvijati. Godine 1972. moskovska je grupa "Olovjannyje Soldatiki" snimila magnetofonski album "Rassuždenija". Grupa je također snimila pjesmu za animirani film "Nu, pogodi!" ("U popa byla sobaka").
Osnivačem lenjingradske ere magnetofonskih albuma smatra se Jurij Morozov (1973. g.), što je opisano u knjizi Aleksandra Kušnira "100 magnetofonskih albuma sovjetskog rocka", gdje su uradci Morozova pogrešno nazvani također i prvim albumima sovjetskoga rocka načelno (tome nije tako jer mu je prethodila grupa "Olovjannyje soldatiki", a još 1969. g. i grupa "Skify"). Važna je pojava prvoga vala ruskog rocka Jerevanski festival, koji se u razdoblju od 1968. do 1972. redovito održavao svake godine i koji je okupljao najveće moskovske kolektive.

### 1970-e godine
Paralelno s nezavisnom rock scenom postojala je i službena (i zbog toga neusporedivo poznatija) scena sovjetske VIA-e. VIA je izvodila glazbu blisku rocku (npr. grupe "Veselyje rebjata", "Cvety", "Golubyje gitary"), što ne iznenađuje jer su na njoj nastupali cijeli sastavi bivših zvijezda rocka 60-ih. Bez obzira na to što je repertoar VIA-e morao dobiti potvrdu na umjetničkom savjetu (rus. худсовет), koji se sastojao od konzervativnih starijih političkih radnika, početkom 70-ih u milijunima su izlazile obrade Beatlesa, a na koncertima su sve grupe obavezno izvodile segment koji se sastojao od hard rock obrada. Nije bilo dopušteno izvoditi vlastite pjesme zato što se svaka pjesma unosila u program-izvještaj (rus. программа-рапортичка), za svako izvođenje koje su autoru teksta i glazbe, obavezno i članu Saveza kompozitora, isplaćivali honorar. U slučaju stranih izvođača to nije bilo potrebno. Grupe kojima to nije odgovaralo radije su se smatrale amaterskima. Međutim, to im je oduzimalo mogućnost da izdaju službene ploče. To pak nije ograničavalo mogućnost za izvođenje koncerata jer su grupe bile vezane uz pojedine visoke škole ili fakultete, što im je pružalo mogućnost da nastupaju na velikoj sceni. Najpoznatije mjesto za nastupe rock grupa 70-ih u Moskvi postao je Dom kulture "Energetik" (na Moskovskom energetskom institutu), na kojem su na jednom od koncerata iznijeli vrata od lijevanog željeza i izazivali policajce na konjima, istovremeno kad su hipiji hranili konje šećerom "koji se slučajno našao u džepovima".
U tom razdoblju su se uglavnom širile koncertne, a ne studijske, snimke koje su se smatrale samostalnim izdavanjem, tzv. samizdatom (rus. самиздат) od jednog vlasnika magnetofona - do drugog. Za moskovsku rock glazbu 70-ih bila je apsolutno netipična takva pojava lenjingradskog rocka kao što je "kvartirnik" (rus. квартирник, od rus. квартира - stan; koncert koji se održava u stanu, u kućnim uvjetima), vrlo raširen 80-ih godina. 
U Moskvi su, osim spomenutih grupa "Rubinovaja ataka", "Udačnoje priobretenije", "Mašina vremeni" posebno bile poznate grupe "Visokosnoje leto" (snimili su jedan od rijetkih za 70-e godine magnetofonskih albuma), "Avtograf", "Voskresenije". Rock grupe Lenjingrada 70-ih, kao što su "Mify", "Rossijane", "Sankt-Peterburg", također su nastupali na sceni isključivo u električnoj verziji. Za rock glazbu tog vremena, koja je trebala drive, akustični nastup nije imao smisla. U skladu s vremenom i dominacijom stilova, art rocka, hard rocka i progresivnog rocka, grupe 70-ih su imale odgovarajući zvuk: to su bili već spomenuti "Mify", "Rossijane", "Rubinovaja ataka", "Udačnoje priobretenije", "Visokosnoje leto" (u što se može uvjeriti prema dvjema sačuvanim snimkama - "Udačnoje priobretenije Live'74" i album grupe "Visokosnoje leto" "Lavka čudes" iz 1978.g.). Iznimka je zvuk grupa "Mašina vremeni", "Olovjannyje soldatiki", "Voskresenje", koji su crpili nadahnuće neposredno iz stilova 60-ih godina, te zato svirali umjerenije. To se odnosi i na lenjingradsku grupu "Akvarium" koja se nadahnjivala 60-ima.
Pogrešno je smatrati da bi bilo teško razgraničiti rock, VIA-u i autorske pjesme 70-ih godina. Obožavatelji su se jednako gnušali i VIA-e i bardovskih pjesama. Međutim, 80-ih su se godina u svjetskoj glazbi pojavili manje teški stilovi, punk, novi val, što je prema svjedočanstvu prvog novovalnog glazbenika Vasilija Šumova (frontmena grupe "Centr" koja se pojavila 1980.g.) dovodilo do mržnje mlade generacije spram predstavnika starije hard rock generacije.

### 1980-e godine
Krajem 70-ih - početkom 80-ih u SSSR-u je nastao punovrijedan rock pokret koji se počeo sam organizirati, ali ne bez pomoći vlasti. Da bi se stihijski pokret doveo u red 1981.g. otvoren je Lenjingradski rock klub, prvi rock klub u SSSR-u (pod neprimjetnim nadzorom KGB-a). Zahvaljujući rock klubovima grupama je prvi put pružena mogućnost da legalno snimaju i daju koncerte, a vlastima - da drže glazbenike pod nadzorom. U to vrijeme je održan prvi festival "Tbilisi-80". Neke grupe su dobile dostup radiju i televiziji zahvaljujući emisiji "Muzykaljnyj ring". To je potaklo stvaranje drugog vala ruskog rocka, posebno lenjingradskih novovalnih grupa - "Kino", "Alisa", "AukcYon", "Obermaneken", "Strannyje igry" i dr.
Ruski rock je preživio teško razdoblje od 1983. do 1985.g., kad su na inicijativu K. Černjenka počeli proganjati amaterske grupe, a organizacija koncerata bez sudjelovanja državnog monopolista izjednačena je s privatnim poduzetništvom i prijetilo se zatvorom. U tom su razdoblju od takvih mjera posebno pretrpjele štetu moskovske grupe: "Voskresenije", "Bravo", "Korrozija metalla"; njihove je koncerte prekidala milicija, a pojedini članovi su čak bili uhićeni (posebno Žanna Aguzarova iz grupe "Bravo" i Aleksej Romanov iz grupe "Voskresenije").
Tek je 1985. godine otvoren Moskovski rock laboratorij koji je omogućio moskovskim grupama da postanu legalne. A s početkom perestrojke i glasnosti 1985.g. glazbenicima se pružila mogućnost da nastupaju na koncertima ne strepeći od kaznenog progona za poduzetništvo i gotovanstvo. Popularnim su postale grupe "Nautilus Pompilius", "Zoopark" i "Brigada S".
Osamdesete godine u povijesti ruskog rocka mogu se usporediti s kasnim 60-ima i u inozemnoj rock glazbi. U gradovima SSSR-a stvoreni su rock klubovi i nastale su poznate rock grupe, od kojih neke djeluju i danas; pojavili su se ljudi koji neprekidno pišu o rock glazbi (Artemij Troickij, Aleksandr Žitinski), održani su veliki festivali ("Lituanika" - 1985-1989, "Podoljski rock festival - 1987), "SyRok" i dr. Prototipom ruske rock glazbe 80-ih postala je angloamerička rock glazba, upravo pravci kao što su hard rock, heavy metal, "novi val", a također punk rock i djelomično post punk.
Mnoge pjesme klasičnih ruskih rock grupa pisale su se i ponekad izvodile na akustičnoj gitari kao autorska pjesma. To se događalo prvenstveno na neslužbenim koncertima i "kvartirnicima". Na taj su način mnogi sastavi 80-ih bili, u određenom smislu, prateća grupa pjesnika-autora. Često su grupe nastajale oko takvog autora tekstova (a ponekad i glazbe), koji se obično smatrao "vođom" i, koji je, kao i grupa, postajao vrlo popularan. (Takvi autori su niže navedeni u zagradama nakon naziva grupa.)

#### Regionalne scene
Bez obzira na to što se oduševljenje rock glazbom raširilo cijelim SSSR-om, krajem 80-ih nastao je niz centara sovjetskog rock pokreta, vidljivo se razlikujući jedan od drugoga i stilom i organizacijskim odlikama. Prvenstveno se izdvajaju 3 velika centra ruskog rocka - Moskva, Lenjingrad (Sankt Peterburg) i Sverdlovsk (Ekaterinburg).
- Lenjingrad (Sankt Peterburg). Godine 1981. u Lenjingradu je bio stvoren Lenjingradski rock klub koji je okupljao grupe kao što su "Akvarium" (Boris Grebenščikov), "Piknik" (Edmund Škljarskij), "Zoopark" (Majk Naumenko), "Sekret" (Maksim Leonidov, Nikolaj Fomenko), "Mify" (Gennadij Barihnovskij), "Sankt-Peterburg" (Vladimir Rekšan), "NOM" (Andrej i Sergej Kagadjev), "Avtomatičeskije udovletvoriteli" (Andrej "Svin" Panov), "Objekt nasmešek" (Aleksandr "Rikošet" Aksjonov), "Brigadnyj podrjad" (Nikolaj Mihajlov). Posebno kultni status među poklonicima dobile su grupe "Kino" (Viktor Coj), "Alisa" (Konstantin Kinčev), "AukcYon" (Leonid Fjodorov) i "DDT" (Jurij Ševčuk). Od ostalih značajnih sastava: "Televizor" (Mihail Borzykin), "Obermaneken" (Anžej Zahariščev fon Brauš), "Nolj" (Fjodor Čistjakov), a također rock bard Aleksandr Bašlačov. Lenjingradski rock je bio dobro organizirana zajednica čijim je centrom bio rock klub i čija se većina članova međusobno dobro poznavala. Posebno velik utjecaj u klubu imali su Andrej Tropillo, koji je stvorio prvi u SSSR-u privatni tonski studio, te Boris Grebenščikov, centralna figura peterburškog rock kretanja. Glazba većine grupa u pravilu je bila akustična obrada pjesama, što je omogućavalo da se bez posebnih problema izvode na „kvartirnicima“, te približavalo peterburške grupe „tradicionalnom“ rocku 60-ih. U to je vrijeme za lenjingradsko rock kretanje bio karakterističan velik interes za ostale oblike umjetnosti – književnost, kazalište i filmsku umjetnost.

- Moskva, u kojoj je 1985. stvoren „Moskovski rock laboratorij“ u Domu kulture „Gorbunov“. Najpoznatije moskovske grupe: „Mašina vremeni“ (Andrej Makarevič), „Voskresenije“ (Aleksej Romanov), „Karnaval“ (Aleksandr Barykin), „Zvuki Mu“ (Pjotr Mamonov), „Vežlivyj otkaz“ (Roman Suslov), „Brigada S“ (Garik Sukačov), „Va-Bank“ (Aleksandr F. Skljar), „Krematorij“ (Armen Grigorjan), „Bravo“ (Jevgenij Havtan). U Moskovskom rock laboratoriju također su se počele pojavljivati prve elektroničke rock grupe: „Centr“ (Vasilij Šumov), „Nočnoj prospekt“, „Biokonstruktor“ i druge. Za rock glazbu prijestolnice (posebno njezinog prvog vala) bila je karakteristična rana komercijalizacija. To se djelomično objašnjavalo time što je „Gorbuška“ bila prvenstveno centar neformalne rock kulture, a ne neka centralna organizacija za glazbenike. Većina moskovskih rock grupa postojala je sama za sebe i oblikovale su svoj vlastiti stil koji nije ni na što nalikovao, koji se redovno isticao naglašenom neozbiljnošću i pokroviteljskim odnosom prema realnosti. Te su osobine doživjele procvat 1990-ih i doprinijele su popularnosti grupa kao što su „Tajm-Aut“, „Nesčastnyj slučaj“, „Mango-Mango“, „Nogu svelo!“ i dr. Osim grupa koje su izvodile „klasičan rock“, 80-ih godina se u Moskvi pojavio niz sastava koji su izvodili „metal“ (heavy metal): „Arija“, „Master“, „Černyj kofe“ (Dmitrij Varšavskij), „Kruiz“ (Valerij Gaina), „Černyj obelisk“ (Anatolij Krupnov) i „Korrozija Metalla“ (Sergej „Pauk“ Troickij).

- Ural i Sverdlovsk (Ekaterinburg). Godine 1986. bio je osnovan Sverdlovski rock klub. Poznate su grupe iz regije: „Urfin Džjus“ (Aleksandr Pantykin), „Otraženije“ (Sergej Kondakov), „Associacija“ (Aleksej Mogilevskij), „Nautilus Pompilius“ (Vjačeslav Butusov), „Čajf“ (Vladimir Šahrin), „Nastja“ (Anastasija „Nastja“ Poleva), „Agata Kristi“ (Vadim i Gleb Samojlov), „Apreljskij marš“, „Gruppa Maksima Iljina“ (Maksim Iljin). Sverdlovsko rock kretanje bilo je više-manje ograničeno, i poseban utjecaj su imali pjesnici-autori Ilja i Jevgenij Kormiljcev. Uralski rock bio je pod snažnim utjecajem stranih grupa 70-ih godina (uključujući psihodelični rock), najvažnije su bile klavijature, glazba nije bila namijenjena za akustično izvođenje i isticala se složenošću aranžmana.

- Sibir: „Graždanskaja oborona“ (Jegor Letov), „Instrukcija po vyživaniju“ (Roman Neumojev), „Kooperativ ništjak“ (Kirill Rybjakov), „Kalinov most“ (Dmitrij Revjakin), Janka Djagileva. Periferno sibirsko rock društvo bez jedinog centra 80-ih godina predstavlja uglavnom pravac čiji su ga sudionici nazivali punk rockom. Sovjetski sibirski punk rock oslanjao se ne samo na angloamerički punk rock, no i na post punk, garažni rock, psihodeliju i čak djelomično na folk rock, te je bio posebna kulturna pojava koja je postojala u undergroundu i 90-ih, te jako utjecala na supkulturu mladeži.

- Harkiv, gdje se od kraja 80-ih održavaju rock festivali. Najpoznatija je rock grupa „Raznyje ljudi“ (Aleksandr Černeckij), u kojoj je od 1989. do 1994. drugi solist i autor pjesama bio također Sergej Čigrakov (Čiž). Neke harkivske rock grupe izvodile su svoje pjesme na ukrajinskom ili engleskom jeziku (kao rock grupa „Dožd'“). Najpoznatiji glazbeni kritičar u harkivskoj rock miljeu bio je Sergej Korotkov.[2] Razvitku rock miljea grada također je doprinio „Radio-50“ – vjerojatno prva privatna radiopostaja u SSSR-u.

- Rostov na Donu. Festivali su se održavali od sredine 80-ih, najpoznatiji je bio festival „Zakrytaja zona“ (Rostovski državni prometni univerzitet, 1989.). Grupe: „Pekin Rou Rou“, „Teatr Menestrelej“, „Tam! Net ničego“, „Gelikopter Bljuz Bend“, „Ploščad' soglasija“ (Taganrog), „ELEN“. Najpoznatiji su glazbeni kritičari Galina Pilipenko i Igor Vaganov. Važniji časopisi (samizdat): „PNČU“, „Ura Bum-Bum!“, „Rok-OPO“, „Krik“.[3]

- Saratov

- Barnaul

#### „Crveni val“
1986.g. u SAD-u izašao je dvostruki album „Red Wave“ (rus. „Красная волна“) sa snimkama lenjingradskih grupa „Akvarium“, „Strannyje igry“, „Alisa“ i „Kino“, koji je doprinio razvitku ruskog rocka i interesa za sovjetsku rock kulturu izvan granica SSSR-a. Izlazak albuma je postao moguć umnogome zahvaljujući Joanni Stingray, Amerikanki koja je često boravila u SSSR-u i koja se aktivno zanimala za sovjetski rock (udala se za Jurija Kasparjana, gitarista grupe „Kino“).
Nakon izlaska tog albuma sovjetskim rock grupama pružila se mogućnost da daju koncerte, snimaju i izdaju albume u drugim zemljama, surađuju s inozemnim glazbenicima. Grupa „Kino“ 1988-89.g. bila je na turneji u Francuskoj, Italiji i Danskoj, „Zvuki Mu“ izdali su u Velikoj Britaniji album „Zvuki mu“ (producent Brian Eno) i bili na turneji u Engleskoj i SAD-u. Vođa „Akvariuma“ Boris Grebenščikov snimio je u SAD-u album na engleskom jeziku „Radio Silence“ zajedno s Daveom Stewartom (Eurythmics) u suradnji s Annie Lennox i Chrissie Hynd (The Pretenders).

### Kraj 1980-ih - početak 1990-ih
Kraj 80-ih obilježen je konačnim izlaskom ruskog rocka iz ilegalnosti. Bilo je snimljeno nekoliko filmova koji su postali neodvojiv dio ruske rock kulture: „Vzlomščik“ (hr. „Provalnik“; 1986) s Konstantinom Kinčevim, „Igla“ (1988) s Viktorom Cojem, „Assa“ (1987) s „Akvariumom“ i drugima, „Taksi-bljuz“ (1989) s Petrom Mamonovim, a također kratkometražni „Ja-hha“ u kojem su sudjelovali već spomenuti glazbenici.
Od tog trenutka nastajale su mnogobrojne nove grupe kojima je put već bio utrt. U Rusiji su prvi put čuli o grupi „Agata Kristi“, koja je svirala psihodelični rock, post punk s elementima gothic rocka: početkom devedesetih bili su najpopularnija rock grupa u Rusiji. Također su se pojavili projekti kao što su „Smyslovyje galljucinacii“, „Va-Bank“, instrumentalni sastav „Bolj“ i rock and roll grupa „Nogu svelo!“, čija je pjesma „Haru Mamburu“ obilježila kulturu 90-ih i postala megauspješnica, čak i šlager.
Kao prosvjedna supkultura ruski rock je izgubio svoje značenje krajem 60-ih, kada je nakon legalizacije rock glazbe ona postala dio rastućeg ruskog šoubiznisa. To je dovelo do izdvajanja ograničenog broja „zvjezdanih sastava“ iz rock sredine, koji su bili sposobni puniti velike dvorane. Interes masovnog slušatelja za ostale ruske rock izvođače opao je, mnogi od njih su prekinuli svoje djelovanje u svezi sa smrću osnivača, odlaskom u inozemstvo ili željom da više ne surađuju. Tako su se raspali „Avtograf“, „Kino“, „Nautilus Pompilius“, „Gorky Park“, „Zoopark“, „Sekret“, „Kruiz“, „Dialog“.
Među trideset izvođača koji su ušli u prvih pet izdanja „Legenda ruskog rocka“ aktivno je sredinom 2000.g. djelovala samo polovica.

### 1990-e i suvremenost
Zvučanjem se ruski rock sredinom 90-ih (otprilike 1993.g.) ponovno približio svjetskoj glazbi, uključivši se u njezine različite pravce sada već bez tog zaostajanja koje je bilo neizbježno za vrijeme željezne zavjese. Glazbu nekih ruskojezičnih rock grupa 90-ih i 2000-ih ponekad se karakteriziralo kao rokapops. Termin je izmislio Ilja Lagutenko, vođa grupe „Mumij Trollj“ iz Vladivostoka, kao analogiju termina „pop rock“.
90-ih godina mnoge grupe službeno ponovno izdaju stare albume koji su ranije neslužbeno izlazili kao samizdat. Firma „Moroz Rekords“ izdala je velik broj zbornika pod nazivom „Legende ruskog rocka“ u koji su ušli retrospektivni izabrani albumi većine poznatih sovjetskih rock grupa i glazbenika.
Sredstva masovne komunikacije počele su imati velik utjecaj u razvoju rock glazbe. Iako većina televizijskih kanala i radiopostaja gotovo ignorira suvremene ruske rock grupe, 90-ih i 2000-ih se pojavljuju sredstva masovne komunikacije koja se specijaliziraju u toj glazbi. To su „Naše radio“, televizijski kanal „O2TV“, „Radio Maksimum“, časopis „Fuzz“ i drugi.
U ruskoj rock glazbi nastavio se razvoj žanrova popularnih u inozemstvu, s postupnim dijeljenjem jednog pokreta na njih. Pojavio se velik broj sastava koji su izvodili punk i grunge („Korolj i šut“, „Lumen“, „Pilot“, „Naiv“, „Tarakany!“, „7rasa“, „Nebo zdes'“, „Hugo-Ugo“) i britpop (Mumij Trollj“, „Bi-2“, „Splin“, Zemfira, „Maša i medvedi“, „Čičerina“, „Tancy minus“, „Sobaki Kačalova“. „Teška“ scena se raširila pojavom suvremenih izvođača power metala i simfonijskog metala („Epidemija“, „Catharsis“. „Mechanical Poet“). Također su popularne postale rock grupe „neozbiljnog“, komedijskog usmjerenja – „Žuki“, „Mango-Mango“, „Zapreščennyje barabanščiki“, „Nesčastnyj slučaj“.
Pojavio se ruski alternativni rock sredinom 90-ih koji je ostao popularan do danas. Od početka su to bili rapcore i trip hop koji su se brzo „uvukli“ u kulturu kako ruskog rocka tako i hip-hopa. Ozbiljan poticaj prema alternativi dale su grupe „Dubovyj Gaaj“ (Deljfin), Kirpiči, a također grupa „Sektor gaza“ gdje je „Hoj“ koristio rapcore 90-ih. 2000-ih se pojavila šira alternativna scena, indie, nu metal, emo, metalcore: „Amatory“, „Jane Air“, „Psiheja“, „5diez“, „Apshell“, „Slot“, „Moi rakety vverh“, „Stigmata“, „Rashamba“ i dr. Do smjene glavnog producenta sredinom 2011.g. telekanal „A-One“ aktivno je promicao tu scenu, utemeljivši nagradu „RAMP“; sad su glavni pravci kanala rap i hip hop.
Od 2000.g. postupno se razvija ruski blues i blues rock. Njegova je osobitost očuvanje tradicija i unošenje ruskih osebujnosti. Važan su element ozbiljni i ponekad filozofski tekstovi: grupe „Jukon“, „Doroga na Missisipi“, „Bljuz Anklav“, „Babuškiny skazki“.
Folk rock se ponovno razvija zbliživši se, s jedne strane, sa srednjovjekovnom glazbom („Meljnica“, „The Dartz“, „Theodor Bastard“), a s druge – s tzv. skandinavskim folk rockom („Nasledije vagantov“, „Trollj gnjot jelj“, „White Owl“, „Tintal“). Dio grupa je orijentiran na folklorne tradicije naroda Rusije: „Jaros“ (staroslavenski folk rock), „H-Ural“ (hantijski elektrofolk), „Bugotak“ (burjatski etno rock), „Lunnaja ohota“ (slavenski obredni folk) i dr.

## Ruski rock izvan granica Rusije
Ponekad se u ruski rock ubrajaju neke ruskojezične grupe izvan granica Rusije, a također različite grupe u zemljama bivšeg SSSR-a, na koje je utjecao ruski rock. Npr. grupe kao što su „Adaptacija“, koje, bez obzira na to što se nalaze u Kazahstanu (Almati i Akjubinsk) imaju puno pravo nazivati se ruskim rockom.

## Sovjetski rock
U svezi s tim nastao je naziv „sovjetski rock“ jer su većinom grupe bivšeg SSSR-a po zvučanju – upravo to što se naziva ruskim rockom. Postoje grupe koje su stvorili ruski emigranti u Izraelu, Njemačkoj, SAD-u i Kanadi, no većinom su amaterske i praktički nisu poznate.

## Ruski rock u Ukrajini
U Ukrajini se rock razvijao od vremena SSSR-a. Najpoznatije su grupe, - „Vopli Vidopljasova“, „Okean Eljzy“, „Bratja Gadjukiny“, „Druga rika“ i mnoge druge -, tijekom 1980 – 2000.g. stvorile originalan ukrajinski rock, međutim, i ruski rock je u stvaralaštvu glazbenika Ukrajine dosta izražen. To su grupe „5'NIZZA“, „My100“, „TOL“, „Hlamida“, „Dvojnoj smysl“, „MARVEL“, „Dorogi menjajut cvet“». Od pjesama na ruskom jeziku započela je svoj put grupa „Komu vniz“ (album „Padaja vverh“), pojedinačne pjesme na ruskom postoje kod grupe „Vopli Vidopljasova“.

## Ruski rock u Finskoj
- Folkswagen
- KURSK
- Princessa Avenue

## Osobitosti
Iako u ruskom rocku postoji isti žanrovi i stilovi kao i u svjetskom, u njemu postoje i vlastite, nacionalne osobitosti povezane s uporabom ruskog melosa. Osim toga, rucki rock stavlja naglasak na poeziju i prikaz teksta. Ponekad ruski rock smatraju posebnim žanrom u glazbi ili poeziji.

## Mišljenja i kritike
Prema osobnom mišljenju Aleksandra Gradskog:
Mi imamo nešto originalno, neki svoj vlastiti glazbeni pravac koji je općenito okarakterizirati kao rock komplicirano, jer to prvenstveno nije glazba, a općenito društveni stav i društveni čin. Tamo nema jako dobrih stihova, i nije jako dobro odsvirano, i nije jako dobro otpjevano.
...
Većina naših „rockera“ uopće nikada nije svirala rock and roll. Oni ne znaju što je to. Ako odsviraš bilo koju njihovu rock pjesmu na gitari – dobije se čisti „blatnjak“ ↓b1. Zaglušivati slušatelja teškim zvukom, glasno vikati: „Idite svi kvragu“, uništavati na sceni instrumente – za sve to ne treba puno pameti. Eto kakvi smo mi „prosvjednici“. A u čemu se sastoji prosvjed? Po svoj prilici, odbacuje se navodno začešljana i zalizana sovjetska umjetnost. No, prosvjedujući protiv jednog, potrebno je u zamjenu predlagati nešto drugo. A što oni mogu predložiti? Vanjski izgled, aktivan stav, društvene tekstove? Sve to zvuči emocionalno, žestoko, vatreno. No što je tu novo u glazbi?